# NGC 2238
NGC 2238 je emisijska maglica  u zviježđu Jednorogu. Dijelom je maglice Rozete.

## Vanjske poveznice
- SEDS: NGC 2238